# Könstillhörighetslagen
Könstillhörighetslagen eller Lagen om fastställande av könstillhörighet i vissa fall (1972:119) är en svensk lag införd 1972, som anger under vilka omständigheter transsexuella och intersexuella personer får byta juridisk könstillhörighet. Lagen reglerar också tillståndsgivning för medicinska ingrepp i könsorgan och borttagande av könskörtlar.
Lagen var när den kom den första lagen i världen som tillät medborgare att byta juridiskt kön, förutsatt att ett antal krav var uppställda. Dessa krav var, för diagnosticerat transsexuella, att personen skulle vara över arton år, ogift, svensk medborgare och steril. Kravet att man skulle vara ogift ogiltigförklarades av en förvaltningsdomstol 2010, medan kravet på att man skulle vara svensk medborgare av riksdagen ersattes av ett krav på boende i landet 2013. En flera år lång debatt ledde också till att kravet på sterilitet togs bort ur lagtexten vid samma tillfälle, även om kravet blev ogiltigförklarat redan i januari 2013 av Kammarrätten i Stockholm. Kravet att den sökande ska vara över 18 år kvarstår i lagen men utreddes under 2014.
År 2024 röstades en ny lag igenom i riksdagen, som ska göra det lättare att byta juridiskt kön genom att skilja detta från könsbyte genom kirurgiska ingrepp. Denna lag träder i kraft 2025.

## Tvångssterilisering av transsexuella
I samband med könstillhörighetslagen införande 1972 infördes ett krav på att den som ansökte om fastställelse i ny juridisk könstillhörighet på grund av transsexualism måste vara steril. Motiveringen för steriliseringskravet var att man inte ville ställa till oreda i släktleden, några medicinska skäl angavs inte.
Kravet togs inte bort när steriliseringslagen 1934/1941 upphörde 1976. Men under 2000-talet började man debattera det lämpliga i förfarandet. Både svenska och internationella organisationer framförde att kravet var att likställa med tvångssterilisering och krävde att det förbjöds. Frågan togs upp i ett flertal riksdagsmotioner genom åren, med start 2002.
År 2007 föreslogs, i en statlig utredning, att kravet på sterilitet skulle utgå ur könstillhörighetslagen, och ersättas av att ett tvingande krav på kastrering (avlägsnande av könskörtlarna). Förslaget kritiserades kraftigt av flera transorganisationer, hbt-organisationer, politiska ungdomsförbund och partier. Även andra delar av lagförslaget kritiserades. Den presenterade utredningen med lagförslaget lades sedan i malpåse hos Socialdepartementet. 
Den 29 juli 2009 fastslog Europarådets kommissionär för mänskliga rättigheter i ett IssuePaper, "Human Rights and Gender Identity", att vilka som helst krav att undergå medicinska eller kirurgiska ingrepp för att erhålla ett juridiskt könsbyte strider mot Europakonventionen och föreslog alla rådets medlemsländer att upphöra med sterilisering eller annan påtvingad behandling.
I ett lagförslag i en utredning hos Socialstyrelsen föreslogs 2010 att kravet skulle utgå helt, utan att ersättas med krav på andra medicinska eller kirurgiska ingrepp. I valrörelsen 2010 hade samtliga riksdagspartier utom Kristdemokraterna tagit ställning för att avskaffa tvångssteriliseringarna.
Den tolfte januari 2012 rapporterade TT att regeringen internt hade kommit överens om att plocka ut frågan om tvångssteriliseringarna ur den proposition som skulle läggas av regeringen, och istället utreda steriliseringskravet igen. Avslöjandet ledde till en intensiv debatt, där både politiker, media, läkare, jurister och frivilligorganisationer kritiserade regeringen. Kritikerna tog för givet att regeringens agerande var en eftergift åt kristdemokraterna. De fåtaliga positiva rösterna kom huvudsakligen från konservativt kristet håll. Internationella människorättsorganisationer uppmanade regeringen att avskaffa tvångssteriliseringarna och Europaparlamentets hbt-nätverk skickade en kraftigt reprimand till regeringen. I slutet av januari och början av februari arrangerades ett antal demonstrationer, bland annat utanför riksdagshuset i Stockholm, i andra städer och utanför den svenska ambassaden i London. En internationell namninsamling mot de svenska tvångssteriliseringarna fick fler än 75 000 underskrifter. Debatten nådde även internationell press. 18 februari bytte kristdemokraterna ståndpunkt, och sade sig vilja avskaffa steriliseringskravet. 12 april lades en proposition, där det inte fanns något förslag till beslut i frågan om steriliseringskravet, men en uttalad vilja från regeringen att avskaffa kravet senast juli 2013, efter en ytterligare utredning kring hur andra lagar skulle komma att påverkas. Detta ledde till ytterligare debatt, nu främst kring om de av regeringen angivna lagtekniska skälen till ytterligare dröjsmål verkligen var nödvändiga eller inte. Delar av oppositionen lade ett följdförslag att steriliseringskravet skulle avskaffas omgående, ett förslag som både Vänsterpartiet, Socialdemokraterna och Miljöpartiet reserverade sig till förmån för. Regeringens linje, att vänta och istället utreda frågan ytterligare var dock den som vann. 
Regeringen tillsatte en utredning, som i november 2012 kom fram till att några ändringar i andra lagar inte behövde genomföras innan steriliseringskravet kunde avskaffas. När steriliseringskravet slutligen, via en dom i Kammarrätten i Stockholm, avskaffades januari 2013 hade omkring 860 transsexuella tvångssteriliserats. I domen fastslogs att kravet stred mot de mänskliga rättigheterna, eftersom det stred mot både den svenska grundlagen och Europakonventionens artikel 8 och 14. I samband med domen inleddes en process för att de som tvångssteriliserats skulle få upprättelse och skadestånd. 24 juni lämnade 142 tvångssteriliserade, via organisationerna RFSL, RFSL Ungdom, KIM och Transföreningen FPES, ett krav på skadestånd till Justitiekanslern, som tar emot sådan ärenden för statens räkning. Europarådet parlamentariska församling uppmanade den 28 juni 2013 samtliga medlemsländer att helt förbjuda all påtvingad sterilisering eller kastrering av sina medborgare, samt även att ge personer som fallit offer för sådana ingrepp en officiell ursäkt och ekonomisk kompensation.
Den 14 mars 2013 lade regeringen en proposition med förslag på att ta bort steriliseringskravet ur könstillhörighetslagen. Förslaget röstades igenom i riksdagen 22 maj och den 1 juli gick lagändringen igenom. Då ändrades själva lagtexten, även om kravet i praktiken avskaffades redan 10 januari genom domen i Kammarrätten.  

## Propositioner om att ändra könslagstiftningen
Annika Strandhäll med Socialdemokraterna skickade in en remiss till lagrådet om en ny könslag år 2018. Denna lag grundade sig på självbestämmande och individens autonomi, och förutsatte ingen medicinsk utredning för att få till en juridisk könsändring. Lagrådet avstyrkte förslaget bl.a. med hänvisning till att Strandhäll och Socialdemokraterna misslyckats med att uppfylla beredningskravet (7 kap. 2 § regeringsformen), dvs. att de inte skickat in remissen inom en rimlig tidsfrist. Detta gjorde även att många kommuner avstod från att svara, även fast många, såsom Malmö kommun, uttryckte en vilja att behandla denna för dem mycket komplexa och angelägna frågan, dessa fick enbart åtta och fem veckor på sig att besvara de två resp. remisserna, och under denna tiden påpekar lagrådet inföll under en midsommarhelg. Sveriges kommuner och landsting (SKL) invände likaså och förklarade att de inte kunde hämta synpunkter från medlemmarna. Lagrådet anser vidare att Strandhälls och S hänvisning till att den berörda gruppen led av psykisk ohälsa och inte kunde vänta inte var en giltig eller relevant förevändning för så korta remisstider. Sammanfattningsvis skriver Lagrådet: 
"Det är alltså tydligt att remisstiderna var alltför korta, särskilt med
tanke på att departementspromemoriorna avhandlade svåra och
känsliga frågor. Till bilden hör att promemoriorna var kortfattade och
lämnade viktiga frågor utan närmare belysning. Det underlag som
remissinstanserna hade att yttra sig över var således bristfälligt och
försvårade analysen av förslagen i promemoriorna."
Strandhäll och Socialdemokraterna lade aldrig fram något nytt lagförslag, samtidigt som hon påstod att hon gjorde detta med hänsyn till lagrådets kritik. Men vad var lagrådets kritik? Lagrådets kritik härrörde inte nödvändigtvis till lagförslaget i sig, dvs till sitt innehåll, utan rörde först och främst de nämnda politikernas underlåtenhet att ange en adekvat tidsfrist (normalt är detta knappt 3 månader). Först sex år efter kommer ett förslag (denna gång från moderaterna) om ändring av könstillhörighetslagen. Tre månader är enligt denna logik svårare att härda ut än sex år. 

## Könstillhörighetslagen 2025
Den 4 april 2024 lade socialutskottet fram ett förslag om förändringar i lagstiftningen. I detta ingår möjliggörande av att byta kön i folkbokföringen efter vårdkontakt istället för krav på könsdysforidiagnos, samt sänkt åldersgräns för detta till 16 år med målsmans godkännande. Dessutom föreslogs att kravet på tillstånd från Socialstyrelsen för att få genomgå sådana  kirurgiska ingrepp i könsorganen som syftar till att personens kropp ska stämma överens med könsidentiteten skulle slopas.
Den 17 april röstades förändringarna i lagen igenom i riksdagen, med 234 ja mot 94 nej, och 21 frånvarande ledamöter. Kristdemokraterna och Sverigedemokraterna var emot förslaget medan övriga partier var för, även om det fanns intern splittring gällande frågan inom Socialdemokraterna, Moderaterna och Liberalerna.
Utskottet skriver i förarbetet till lagen att "prövningen" ska utgå från socialstyrelsens redan upparbetade praxis, men framhåller att det ska ske med lägre krav än lagen från 1972, men innebär dock en liknande prövning till den som görs idag. Lagen skiljer sig såtillvida att man numera tagit bort två kriterier, dels kravet på en s k "real-life" period (lagsatt på minst ett år, innebärande minst två års väntetid från nybesök innan ansökan till SS kan göras), samt att könsidentiteten ska bedömas ha funnits sedan "långt tid tillbaka". Det tredje kriteriet som emellertid kvarstår om än i ändrad form, från "måste antas komma att leva i denna könsidentitet även i framtiden", till "det kan antas att personen kommer att leva i denna könsidentitet under överskådlig tid". Begreppet "överskådlig tid" ges ingen definition. Det krävs inte heller ett s k "utredningsteam" som sätter en diagnos utan det ska från första juli 2025 numera räcka med ett enskilt uttalande från exempelvis en läkare eller psykolog.